# 일본공산당 노동자파
일본공산당 노동자파(일본어: 日本共産党労働者派 니혼쿄산토로도샤하[*]는 1930년 6월 미즈노 시게오 등을 중심으로 결성되어 1933년경까지 활동한 일본공산당의 분파다. 일반적으로는 “해당파”(解党派)라는 명칭으로 알려져 있다. 또는 제1차 일본공산당 시대에 당의 해산을 주장한 야마카와 히토시 등을 “제1차 해당파”라고 하고(즉 이후의 노농파를 말함), 여기서 말하는 노동자파는 “제2차 해당파”라고도 한다.
1928년 3·15 사건으로 검거된 공산당 중앙사무국장 미즈노는 옥중에서 당의 방침에 의문을 품게 되고, 1929년 5월 수기 「일본공산당 탈당에 부쳐 당의 제군에게」를 작성해 역시 옥중에 있는 다른 당원들에게 회람시켜 찬동자를 구했다. 그는 재건된 당조직이 탄압으로 다시 궤멸당한 상황을 앞두고 이것을 패배로 인정하는 정치적 리얼리즘에 입각해야 한다며, “일본의 형세에 적응될 수 없는 전술의 채용”, “그 전술을 촉구하는 코민테른을 맹종하는 맹종주의”, “그리함으로써 당이 대중으로부터 고립”, “군주제 폐지 슬로건의 급진주의”, “천황・지주・사원 등의 토지의 무상몰수 슬로건의 원리주의”, “식민지 문제에 있어서 영미불과 일본의 질적 혼동” 등 6가지 과오를 인정할 것을 주장했다. 특히 군주제 폐지는 일본의 국민정서와 맞지 않으므로, 코민테른과 관계를 단절하고 군주제 폐지론을 철회해야 한다고 했다.
미즈노가 이런 성명을 내기에 이른 것은 코민테른의 27년 테제로 인해 일본공산당이 신봉하고 있던 후쿠모토이즘이 무작정 이단으로 파문당하고 후쿠모토파 간부들이 일소당했던 경험에서 비롯되었던 것으로 보인다. 이를 틈탄 사상검사 히라타 이사오에게 유도당한 미즈노는 위와 같은 성명을 내기에 이르렀다. 이후 옥중에 있던 카도야 히로시・아사노 아키라・카와이 에츠조・미나미 키이치・무라오 사츠오 등의 당간부가 미즈노의 성명에 동조했는데, 그들 중 대부분은 후쿠모토이스트였다. 한편, 후쿠모토이즘의 제창자인 후쿠모토 카즈오가 여기 참여했는지 여부는 제설이 있다.
미즈노 등은 3·15 및 4·16 사건 공판에서 통일피고단으로부터 분리해 줄 것을 요구했고 1930년 보석으로 출옥했다. 그 뒤 정식으로 “일본공산당 노동자파“를 결성하여 중앙위원회를 조직, 무장공산당에 맞서 대립 『적기』를 발행했다. 그러나 상당수 하부당원들은 이들 노동자파를 배신자로 간주해 거의 지지하지 않았으며, 당중앙도 그들을 해당파라는 멸칭으로 부르며 제명처리했다. 또한 무장 메이데이 사건으로 당조직이 괴멸한 이후 당조직 재건을 꾀하는 그룹 역시 노동자파를 강하게 비판했다. 그 결과 노동자파로 결집했던 당원들 다수가 자아비판 이후 당에 복귀하면서 노동자파는 1933년 자연소멸했다.
노동자파의 운동은 정치적으로는 미약하고 단명했지만, 코민테른과 관계를 단절하고 공화주의 강령을 포기함으로써 “천황제의 존재를 전제로 하는 공산주의 운동”을 추구할 수 있다는 생각은 이후 암흑기(린치공산당 시대)에 사노 마나부・나베야마 사다치카 등 지도자들의 전향성명으로 계승되었다. 다만 군주제를 용인한다는 점을 제외하면 노동자파는 기본적으로 코민테른 제6차 대회의 결정을 거의 지지하는 입장이며, 일본의 만주 침략에 대해서도 반대 태도를 취했다는 점에서 암흑기의 사노・나베야마 성명 및 거기서 추구하는 일국사회주의와는 다르다.

## 참고 자료
- 伊藤晃 『転向と天皇制：日本共産主義運動の1930年代』 勁草書房、1995年 ISBN 4326300957
  - 第二章「日本共産党労働者派と平田勲」参照。
- しまねきよし 「日本共産党労働者派 - 水野成夫」思想の科学研究会 『共同研究 転向』（上） 平凡社、1978年（改訂増補版）
  - 河合悦三・春日庄次郎による「批判」が付されている。